# Gospodarska politika
Gospodarska politika ili ekonomska politika dio je državne politike koji se bavi odnosom države i gospodarstva. Neka od područja ekonomske politike su fiskalna politika, politika dohodaka, vanjskotrgovinska politika, makroekonomska politika i monetarna politika.

## Fiskalna politika
Fiskalna politika bavi se načinima prikupljanja novca u državnu blagajnu i njegovog trošenja. Sastoji se od porezne politike i politike javnih rashoda. U vrijeme inflacije često se primjenjuje kontrakcijska fiskalna politika u vidu povećanih poreza i smanjenja javnih rashoda. U vrijeme depresije primjenjuje se ekspanzivna fiskalna politika u vidu smanjenja poreza i porasta javnih rashoda.
Diskrecijske mjere fiskalne politike: 
- javni radovi - primjenjuju se kada je recesija duboka i dugotrajna, koriste se za izgradnju infrastrukture te zbog svog multiplikacijskog efekta. U kratkom roku se ne primjenjuju jer mogu biti generatori inflacije
- projekti javnog zapošljavanja - namijenjeni su kratkoročnom zapošljavanju nezaposlenih u javnom sektoru, a mana im je što se takvi radnici teško zapošljavaju u privatnom sektoru
- promjene poreznih stopa - u recesiji se porezne stope smanjuju dok se u inflaciji povećavaju. Nedostatak im je duga zakonska procedura oko njihovog donošenja
- automatski stabilizatori - instrumenti fiskalnog sustava koji djeluju trenutačno, a od njih su najznačajniji automatska promjena poreznih prihoda i transferna plaćanja.

Glavne funkcije fiskalne politike:
- alokativna — služi ispravljanju tržišnih neuspjeha poput ponude javnih dobara.
- redistributivna — raspodjelom dohotka i bogastva ostvaruju se ciljevi socijalne politike.
- stabilizacijska —  promiče makroekonomsku stabilnost i gospodarski rast

## Politika dohodaka
Politika dohodaka sastoji se od kontrole nadnica i cijena u širokom rasponu od neobvezujućih smjernica do regulacije u potpunosti. Politika dohodaka je manje rigidan i jeftiniji instrument od fiskalne i monetarne politike ali je i manje efikasan.

## Vanjskotrgovinska politika
Vanjskotrgovinska politika se sastoji od određivanja carina i kvota i utjecanja na uvoz i izvoz.

## Makroekonomska politika
Neki od ciljeva makroekonomske politike jesu visoka stopa zaposlenosti, visoka razina proizvodnje (BDP), visoka stopa gospodarskog rasta i cjenovna stabilnost (CPI, stopa inflacije).

## Monetarna politika
Monetarnom politikom kontrolira se ponuda novca od strane centralne banke, a sastoji se od politike ograničavanja novčane ponude (inflacija vodi do povećanja kamata) i politike ekspanzivne novčane ponude (recesija vodi do smanjenja kamata). Glavni su ciljevi monetarne politike ekonomska likvidnost, monetarna ravnoteža i stabilnost domaćeg novca i njegovog deviznog tečaja.
Monetarna politika može biti ekspanzivna (Ms[što?] raste brže od BDP), restriktivna (Ms raste sporije od BDP) ili neutralna (Ms raste proporcionalno s BDP).
Efekti ekspanzivne monetarne politike:
- porast novčane ponude

- smanjenje kamatnih stopa
- povećanje investicija
- povećanje BDP i proizvodnje
- porast zaposlenosti

Efekti restriktivne monetarne politike:
- smanjenje novčane ponude
- povećanje kamatnih stopa
- smanjenje investicija i BDP
- smanjenje zaposlenosti